# Driakiew gwiaździsta
Driakiew gwiaździsta (Scabiosa stellata L.) – gatunek byliny  lub rośliny dwuletniej, należący do rodziny przewiertniowatych. Roślina uprawiana w ogrodach. Kwitnie od lipca do września. Po przekwitnieniu kwiatostany pozostają dekoracyjne i nadają się do suchych bukietów.

## Morfologia
PokrójRoślina zielna osiągająca 60–70 cm wysokości.
KwiatyZebrane w główkowate kwiatostany barwy beżowozielonej średnicy 3–4 cm.